# Championnat du Bangladesh d'échecs
Le championnat du Bangladesh d'échecs est la compétition qui permet de désigner le meilleur joueur d'échecs du Bangladesh.